# Jiří Macelis
Jiří Macelis (7. ledna 1923 České Budějovice, Československo – 16. dubna 1998 Hodonín, Česko) byl československý hokejový obránce. Reprezentoval Československo na MS 1949, na kterém získal současně světový a evropský titul.

## Kariéra
Narozený v Českých Budějovicích, kde také začínal s hokejem a vydržel zde až do roku 1950, kdy se stal obětí vykonstruovaného procesu. Po oznámení informace, že reprezentační tým nejede na MS 1950, hráči byli frustrovaní. Shodou okolností několik dní před inkriminovaným dnem se dvěma hráčům - Václavu Roziňákovi a Jirkovi Macelisovi - narodili potomci, tak se hráči rozhodli to oslavit ve své oblíbené hospodě, kam část hráčů z ATK chodila na obědy a večeře. Alkohol ale vykonal své, vše začalo obměnami písniček, končilo politickými hesly. Bohužel hokejisté byli sledováni příslušníky StB, kteří situace využili a došlo k zatýkání. Jiří Macelis dostal 2 roky nepodmíněně, odseděl si 20 měsíců, vystřídal Pankrác, Bory, Jáchymov.
Po propuštění z vězení přišla nabídky na přestup do Slavia Karlovy Vary, kterou hráč využil. Vydržel zde plných 5 sezón. V jeho poslední karlovarské sezóně 1955/1956 si Jiří Macelis na soustředění v Ostravě zlomil levou nohu, došlo i ke zranění dalších opor, což v důsledku mělo za následek sestup do druhé ligy. Po sestupu přestoupil do Tatry Kolín, v roce 1958 do SHK Hodonín, kde kromě hraní se věnoval i trenérské práci, později se věnoval trenérské práci i ve Skalici.
V reprezentaci odehrál 15 zápasů, gól nevstřelil.